# فارسيفليا
فارسيفليا (بالفارسية: ایران‌دوست) يشير إلى تقدير وحب الثقافة الإيرانية أو الشعب الإيراني أو الاهتمام في التاريخ الإيراني. يعد المؤرخ الأدبي أدبي والمستشرق البريطاني إدوارد براون من أبرز الفارسيفليا والذي شارك في الثورة الدستورية الإيرانية في عام 1906.

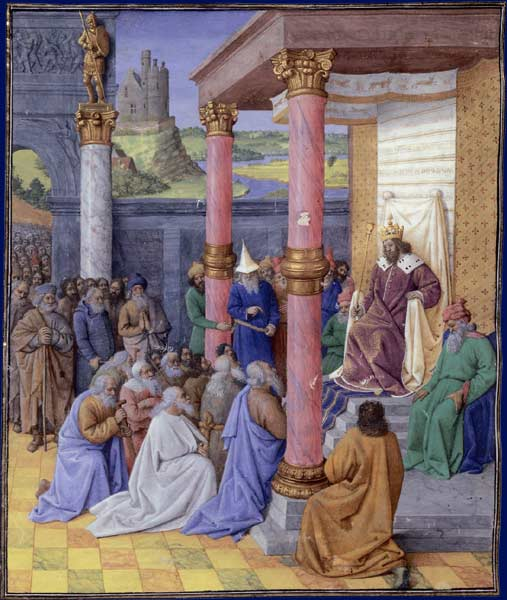
الإمبراطور الفارسي كورش الكبير، الذي سمح لليهود بالعودة إلى الأرض المقدسة وإعادة بناء هيكل

## ابرز من أثر عليه
كان الإعجاب الأجنبي بالمجتمع الفارسي سائدًا بشكل خاص خلال فترة حكم كورش الكبير وبعدها، الذي أسس الإمبراطورية الأخمينية حوالي عام 550 قبل الميلاد.
يحظى كورش الكبير باحترام كبير في اليهودية للدور الذي لعبه في إنهاء الأسر البابلي وتمكين العودة إلى للبلاد، حيث منح مرسوم كورش الذي سمي باسمه الإذن للشعب اليهودي بالعودة إلى أرض إسرائيل وإعادة بناء الهيكل في القدس بعد سقوط بابل، مما يمثل بداية فترة الهيكل الثاني. كورش هو الوحيد غير اليهودي الذي يُبجّل باعتباره مسيحًا (מָשִׁיחַ) في التوراة العبرية، كما هو مذكور في سفر إشعياء 45:1، الذي ينص على أنه تم مسحه من قبل يهوه.
كان الإسكندر الأكبر، الذي عاش بعد كورش الكبير بقرنين من الزمان، معجبًا شديدًا بأسلوب كورش الكبير في الحكم والعادات الفارسية ككل، وطبق نفس النموذج في إمبراطوريته المقدونية، بينما سعى إلى المزج بين الثقافة اليونانية والثقافة الفارسية من أجل ربط الحضارتين معًا. وبالمثل، حصل الحاكم المقدوني بيوكستاس على دعم رعاياه في فارس بسبب ميوله الفارسية. 
في فينيقيا، بعض ملوك صيدا، وتحديدًا أولئك الذين نفذوا سياسات تمنح حقوقًا خاصة للفرس، الذين كانوا يدعون بفارسيفليا. 
في القوقاز، اشتهر بعض القادة التاريخيين بسياساتهم المؤيدة للفارسيين، مثل ستيفن الأول ملك إيبيريا، الذي انحاز إلى الإمبراطورية الساسانية خلال الحرب البيزنطية الساسانية بين عامي 602 و628، على الرغم من أن والده كان يؤيد الإمبراطورية البيزنطية بشكل علني. 